# Pilotenhelm

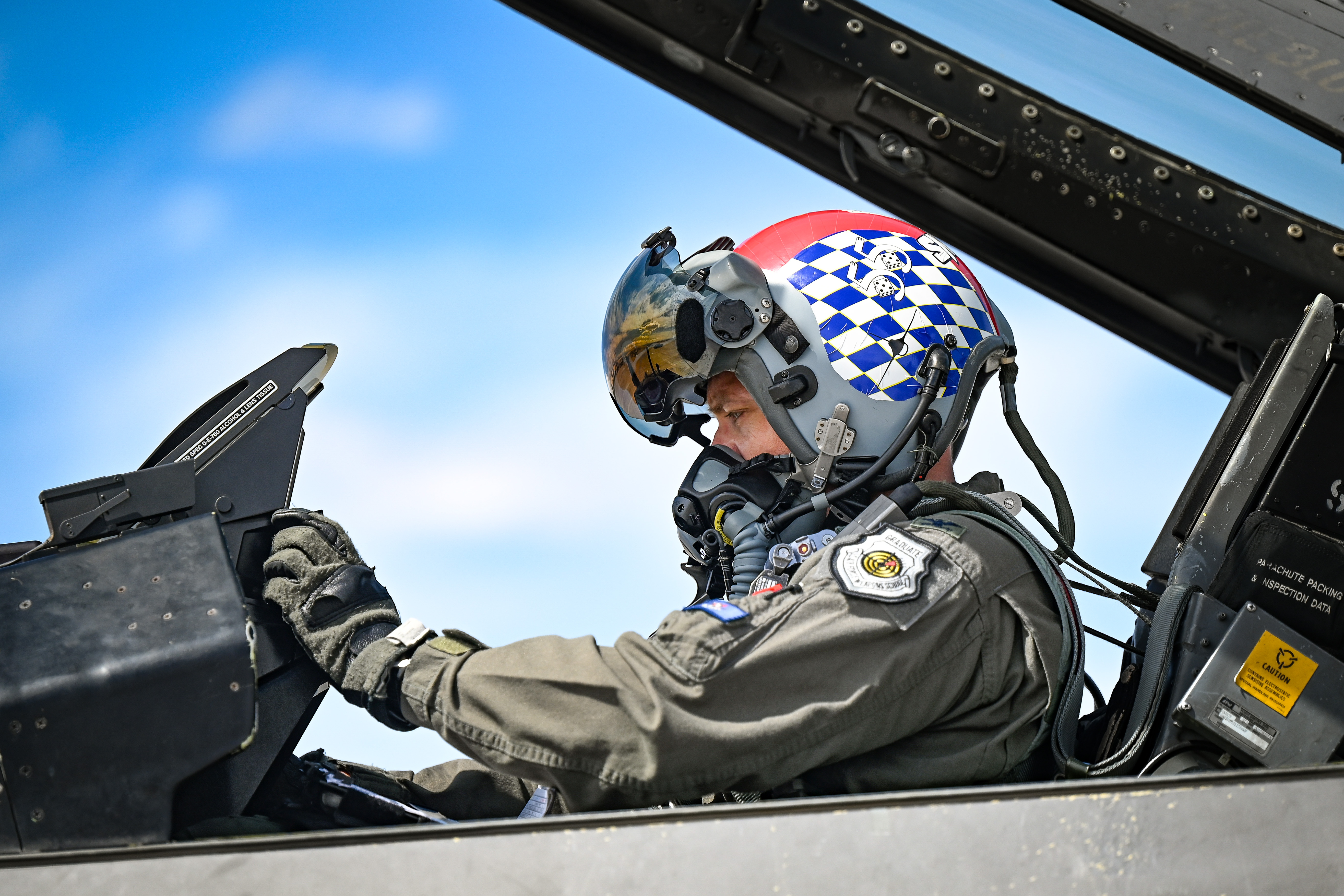
Kampfpilot mit Helm

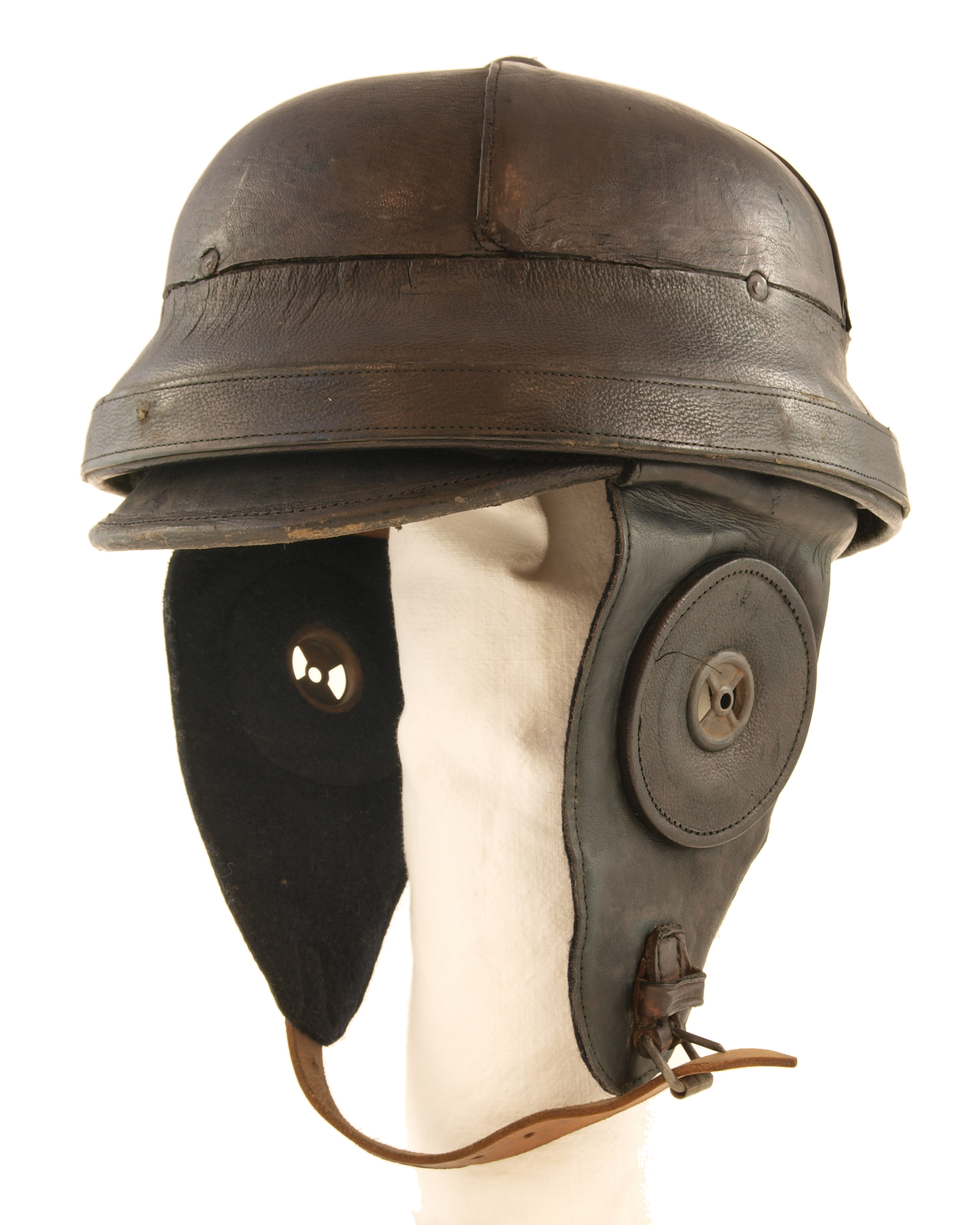
Deutsche Fliegerhaube (Fliegerhelm) / Anfang des Ersten Weltkrieges. Hutgröße 57. Aus Leder, Wollfilz, Baumwolle/Leinen und Metall (1910er Jahre)

Der Pilotenhelm oder Fliegerhelm (englisch Flight helmet) ist eine spezielle Kopfbedeckung, die von meist militärischen Flugzeugbesatzungen getragen wird. Er stellt eine Weiterentwicklung der früheren Fliegerhauben dar. Neben seiner reinen Schutzfunktion trägt er verschiedene zusätzliche Elemente, welche die Besatzung, je nach Aufgabengebiet (z. B. als Pilot, Waffensystemoffizier oder Bordschütze) bei der Erfüllung des Auftrags unterstützen.

## Anforderungen

### Sicherheit
Die primäre Aufgabe des Fliegerhelms ist die Schutzfunktion für den Kopf des Trägers, vorrangig gegen Schläge und Stöße, nicht nur bei einem Rettungsausstieg, sondern auch bei Turbulenzen, Luftlöchern, oder bei abrupten Manövern im Luftkampf usw. Er muss außerdem gegen Hitze, Kälte und Sonne schützen: ein Canopy (die Glaskuppel eines Cockpit) kann wie ein Brennglas wirken. Wichtig ist auch der Schutz gegen Lärm, um sowohl die Konzentration als auch die Kommunikationsfähigkeit des Trägers zu gewährleisten. Ein Klarsichtvisier schützt gegen den sogenannten „Windblast“ bzw. Fremdkörper nach Verlust oder Bruch der Cockpitverglasung oder beim Rettungsausstieg. Außerdem gibt es ein dunkel getöntes Visier gegen Blendung.

### Unterstützung
Im Weiteren können am Helm unterschiedlichste Zusatzgeräte montiert werden, die den Träger unterstützen, zum Beispiel Intercom und spezielle Zieloptiken für den Luftkampf. Dazu kommt das Einspielen von Audiosignalen und Warntönen verschiedener Geräte. Es kann auch eine unterstützende Sauerstoffmaske angeschlossen werden; bei Luftfahrzeugen die nur im unteren Luftraum operieren (z. B. Hubschraubern) ist das nicht erforderlich, dann ist das Mikrofon nicht in der Maske, sondern am Helm befestigt.

## Geschichtlicher Hintergrund und Entwicklung
Mit dem Aufkommen der Luftfahrt wurde relativ schnell deutlich, dass ein gewisser Schutz für die Flieger, in erster Linie vor Witterungseinflüssen, notwendig war. Um die damals weitgehend ungeschützt „im Freien“ sitzenden Piloten wenigstens einigermaßen vor Wind, Regen, niedrigen Temperaturen und zum Beispiel Öl von den Motoren zu schützen, wurden anfangs die im Motorsport verwendeten Lederhelme und Fahrerbrillen als Schutz übernommen.

### Erster Weltkrieg
Im Ersten Weltkrieg führte der rasch zunehmende Einsatz von Flugzeugen und die damit verbundene Entwicklung von Luftkampfstrategien zu der Notwendigkeit, beim Tragen dieser Fliegerhauben auch Kopfhörer und Mikrofone einsetzen zu können. Um die Kommunikation sowohl der Mannschaft untereinander (wie z. B. im Gotha G.V) als auch mit der Bodenleitstelle zu ermöglichen, wurden zuerst sogenannte „Flugzeugtelefone“ entwickelt. Weiterentwicklung und praktische Erprobung zeigten, dass ein an einem Helm angebrachtes, freihändig zu bedienendes Kehlkopfmikrofon in Flugzeugen mit offenem Cockpit viel benutzerfreundlicher ist und übermäßige Windgeräusche und Vibrationen besser absorbiert.
In den 1930er wurden die bis dahin verwendeten Lederhauben zum „B-Type-Helm“ weiterentwickelt. Dieser Helm ermöglichte die Integration von Funkkopfhörern in speziell eingenähten „Muscheln“, Mikrofonen mit Druckknöpfen und von an Laschen fixierten Schutzbrillen, um die Augen des Piloten vor Witterungseinflüssen und Sonnenblendung zu schützen.

### Zweiter Weltkrieg
Die technische Weiterentwicklung der Flugzeuge und die damit verbundenen immer größeren Flughöhen machten mit dem beginnenden Zweiten Weltkrieg den Gebrauch von Sauerstoffmasken notwendig, da die zu dünne Luft eine zusätzliche Versorgung der Piloten und Besatzungen, wie etwa Bordschützen, mit Sauerstoff erforderte.
Die Fortschritte beim Bau von Strahltriebwerken und ihr beginnender Serieneinsatz, wie zum Beispiel bei der Messerschmitt Me 262, erhöhten die Fluggeschwindigkeiten enorm. Dadurch erhöhte sich die Verletzungsgefahr bei einem ungeplanten Ausstieg aus dem Flugzeug drastisch und führte im Folgenden zur Entwicklung des Schleudersitzes.

### Weitere Entwicklung
Bedingt durch die letztgenannten Aspekte wurde in der Zeit nach dem Zweiten Weltkrieg bis zum Beginn des Koreakriegs die textile oder aus Leder gefertigte Version der Fliegerhaube nach und nach durch eine harte, wirkliche Helmschale ersetzt. Außerdem wurden die Schutzbrillen durch ein integriertes Visier ersetzt. Ab den 1960er Jahren waren zwei Visiere der Standard. Das stabilere, klare Visier sollte vor Augenverletzungen, z. B. bei Vogelschlag, schützen. Das andere Visier war getönt und wurde bei Bedarf als Schutz vor Blendung heruntergeklappt. Beide Visiere wurden später (etwa ab dem Vietnamkrieg) zum Schutz vor Zerkratzen in einem Fach versenkbar angelegt. Damit war die Entwicklung für die grundsätzliche Bauform des Pilotenhelms abgeschlossen.
Moderne Helme werden an den jeweiligen Träger angepasst, zum Beispiel indem die Helmschale individuell ausgeschäumt wird. So wird ein optimaler Sitz und Lärmschutz erreicht. Da Fliegerhelme der teuerste Bestandteil der persönlichen Ausrüstung sind, werden sie immer in speziellen Helmtaschen transportiert.

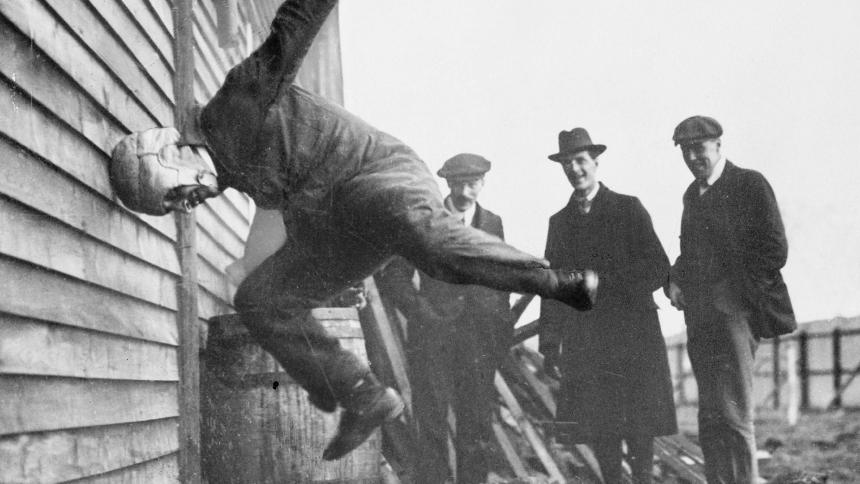
Bild 1
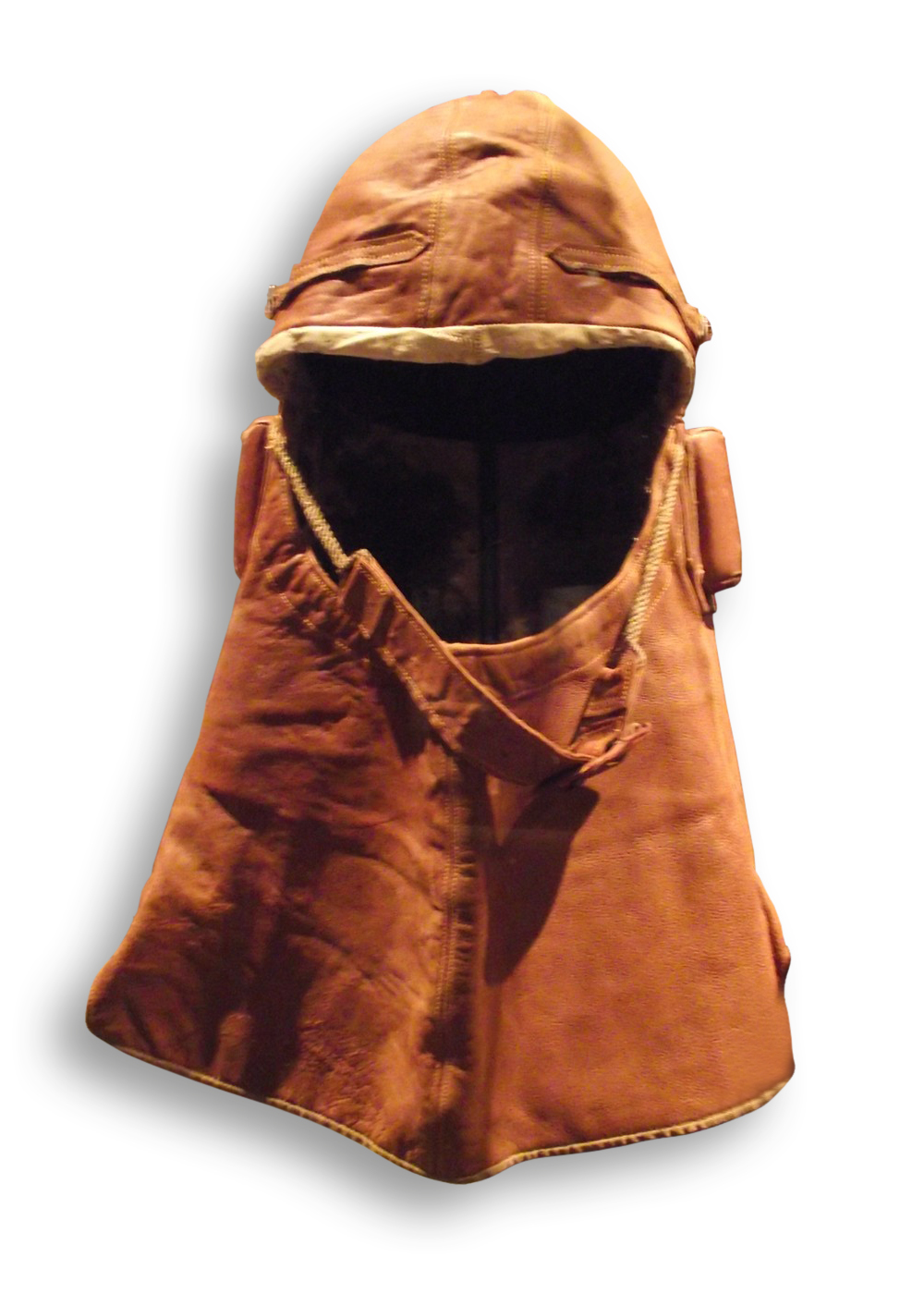
Bild 2
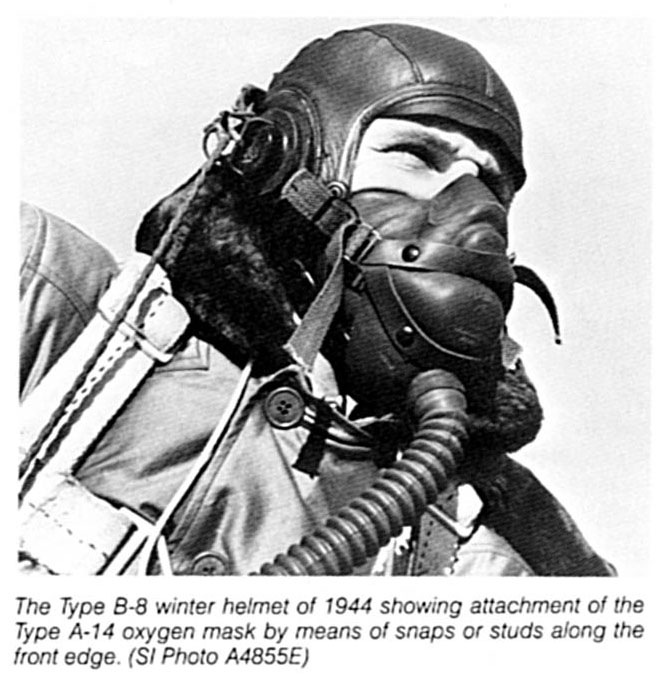
Bild 3
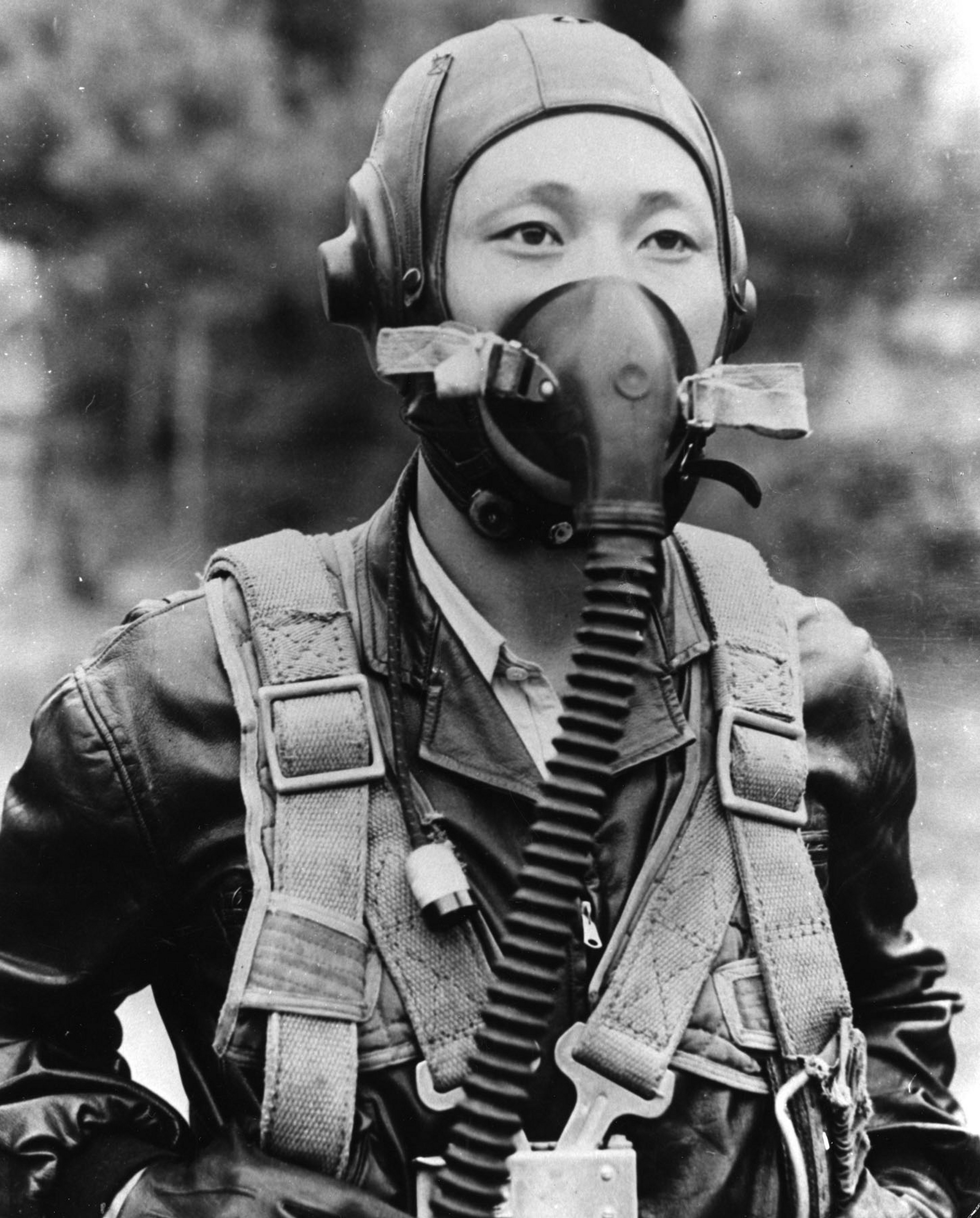
Bild 4
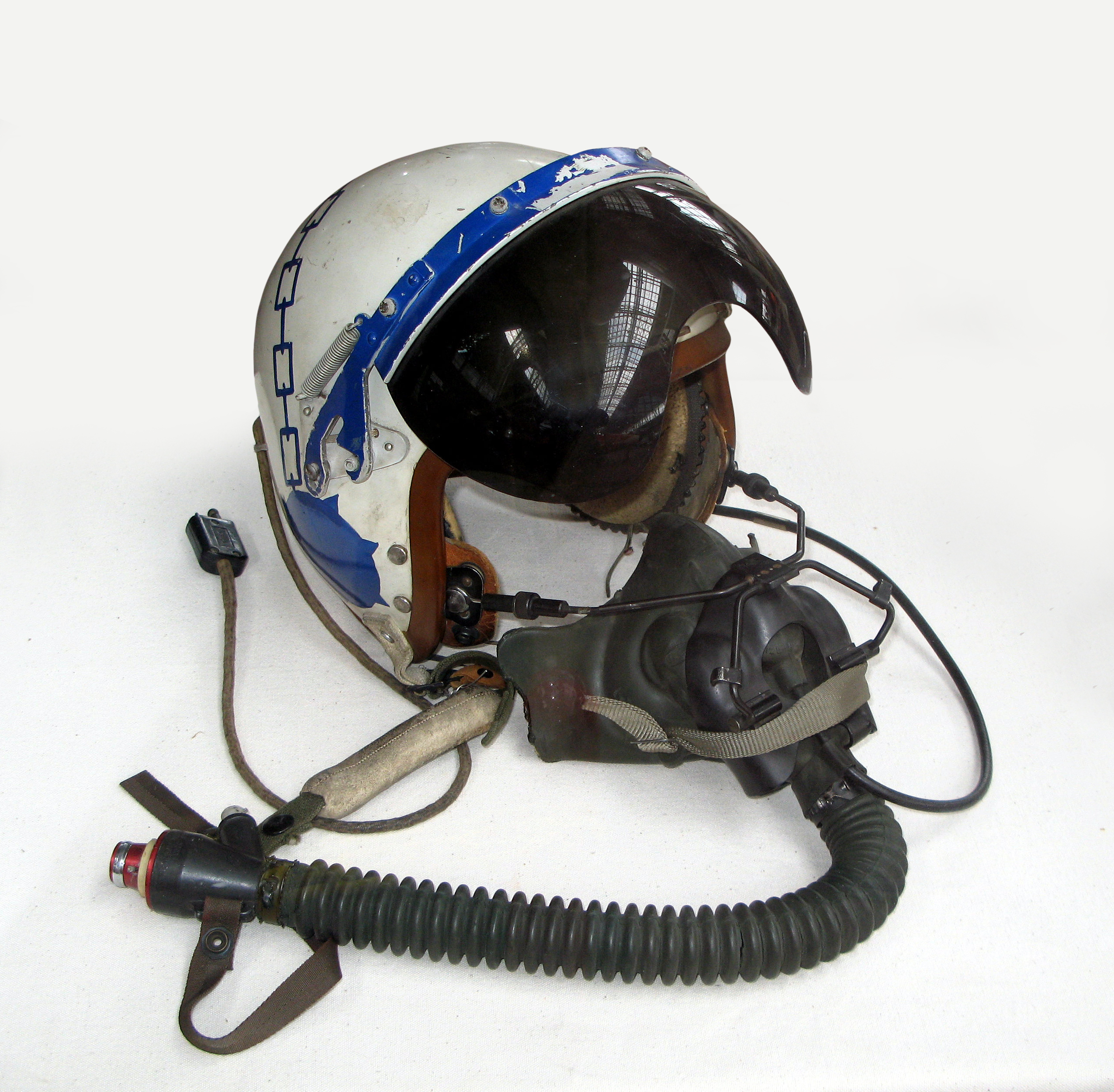
Bild 5
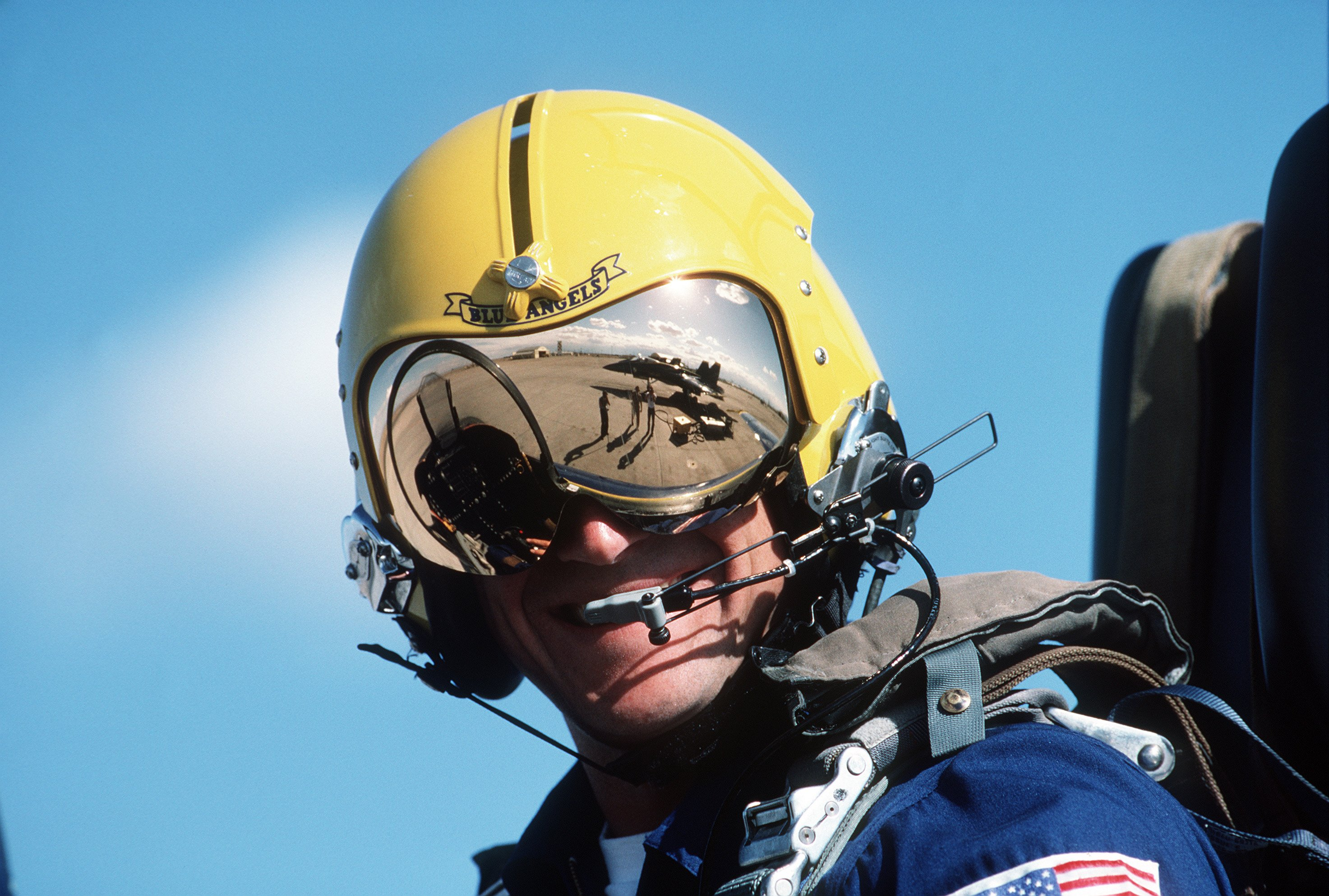
Bild 6
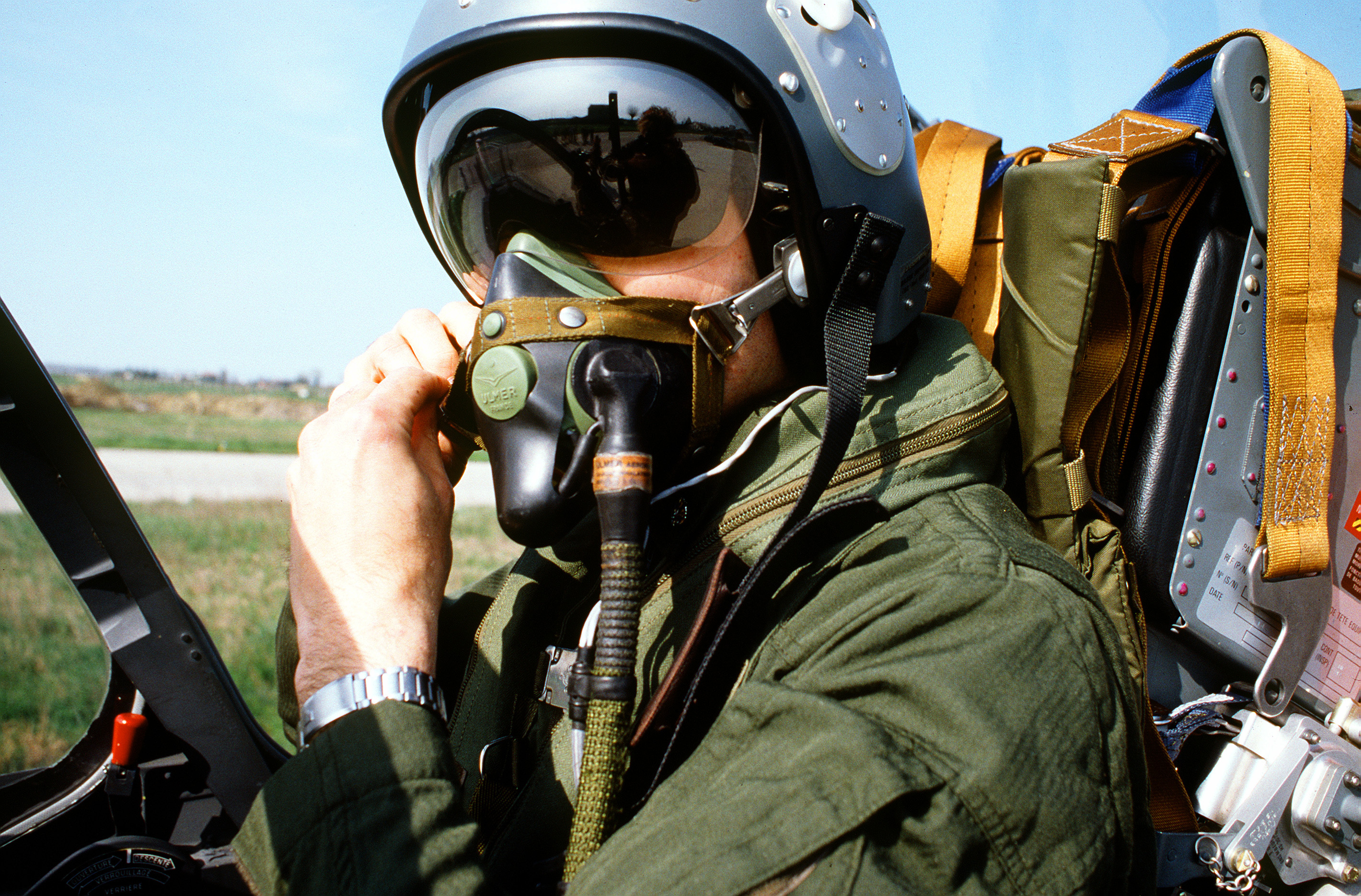
Bild 7

- Bild 1: Testvorführung zur Demonstration der Stabilität eines Fliegerhelms (England 1912)[9]
- Bild 2: Britische Fliegerhaube mit weit in den Halsbereich heruntergezogenem Windschutz (1918)
- Bild 3: Ein B-Type-Helm mit Kopfhörern, Sauerstoffmaske und Kehlkopfmikrofon (1944)
- Bild 4: Der MiG-15-Pilot No Kum-sok (1953): Die Piloten im kommunistischen Machtbereich trugen damals weder Hartschalen-Helme noch Anti-g-Anzüge
- Bild 5: Früher Pilotenhelm mit Hartschale, Sonnenschutz-Visier und Sauerstoffmaske (1957)
- Bild 6: Spätere Version des Helms (wie er ab ca. 1969 eingesetzt wurde) mit versenkbarem Visier. In der Mitte die Justierschraube
- Bild 7: Helm mit deutlich sichtbarem Doppelvisier (beide heruntergeklappt). Die Justierschrauben (weiß) befinden sich hier jeweils an der Seite des Helms.

## Sonderformen
Zum schnelleren Erfassen der für den Piloten wichtigen Informationen ist inzwischen ein Großteil der Pilotenhelme mit Head-up-Displays ausgestattet, welche die Daten auf die Innenseite des Visiers projizieren und dadurch den Blick auf das Instrumentenbrett ersparen.
Für Nachteinsätze, die ohne Radarunterstützung geflogen werden, meist mit Hubschraubern gegen Bodenziele, gibt es Pilotenhelme mit Halterungen für spezielle Nachtsichtgeräte.
Bei langen Flügen in sehr großer Höhe – etwa ab 50.000 Fuß (ca. 15 km) – muss, wie zum Beispiel im Höhenaufklärer Lockheed SR-71 oder der U2, von den Piloten ein Druckanzug getragen werden. Dieses geschlossene System erfordert, dass Helm und Anzug eine Einheit bilden. Dafür werden beide Teile am Kragen gasdicht gekoppelt. Optisch gleichen diese Helme eher Astronautenhelmen.
Die neueste Generation von Pilotenhelmen ermöglicht den Einsatz von Joint Helmet Mounted Cueing Systemen (JHMCS), die die Blickrichtung des Piloten mit den Radar- und Waffensystemen des Flugzeugs verbinden. Die Kosten für ein solches Helmsystem, wie es zum Beispiel auf der Lockheed Martin F-35 zum Einsatz kommt, belaufen sich (Stand: 2019) auf 737.800 US-Dollar.

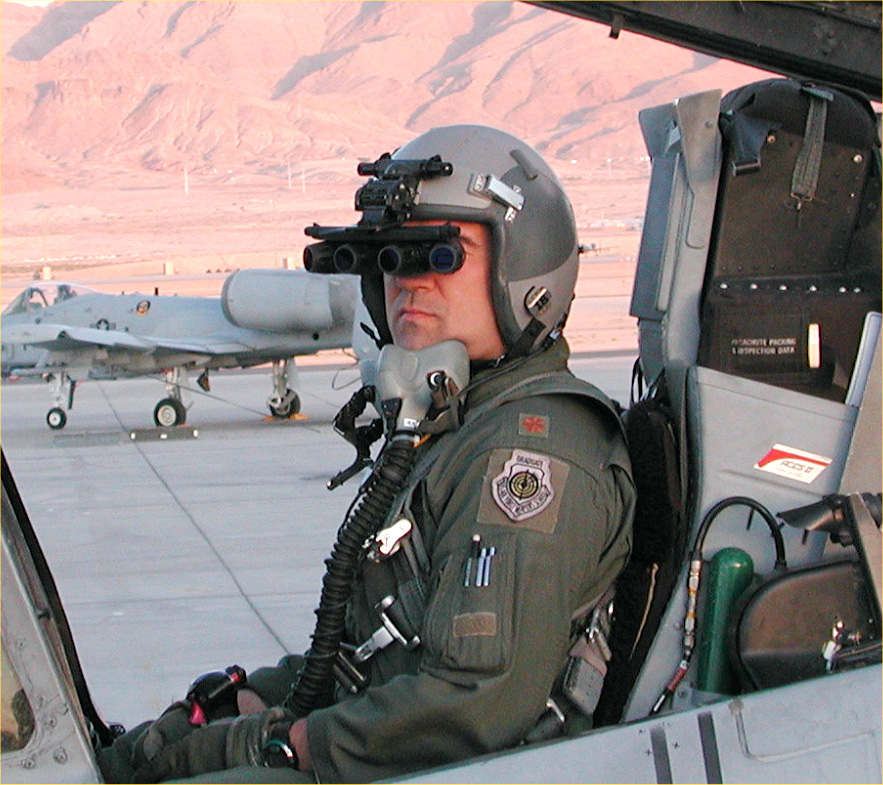
Bild 1
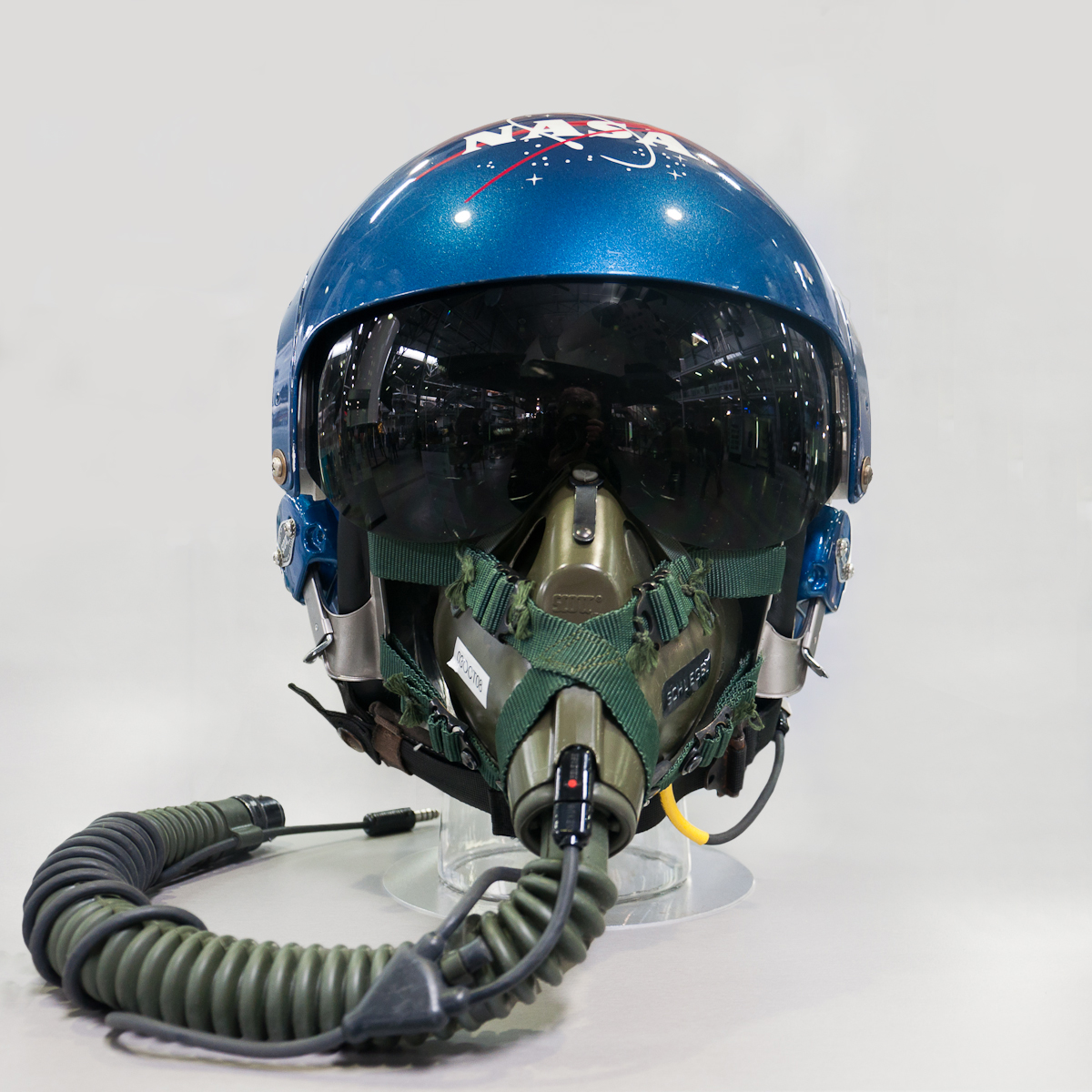
Bild 2
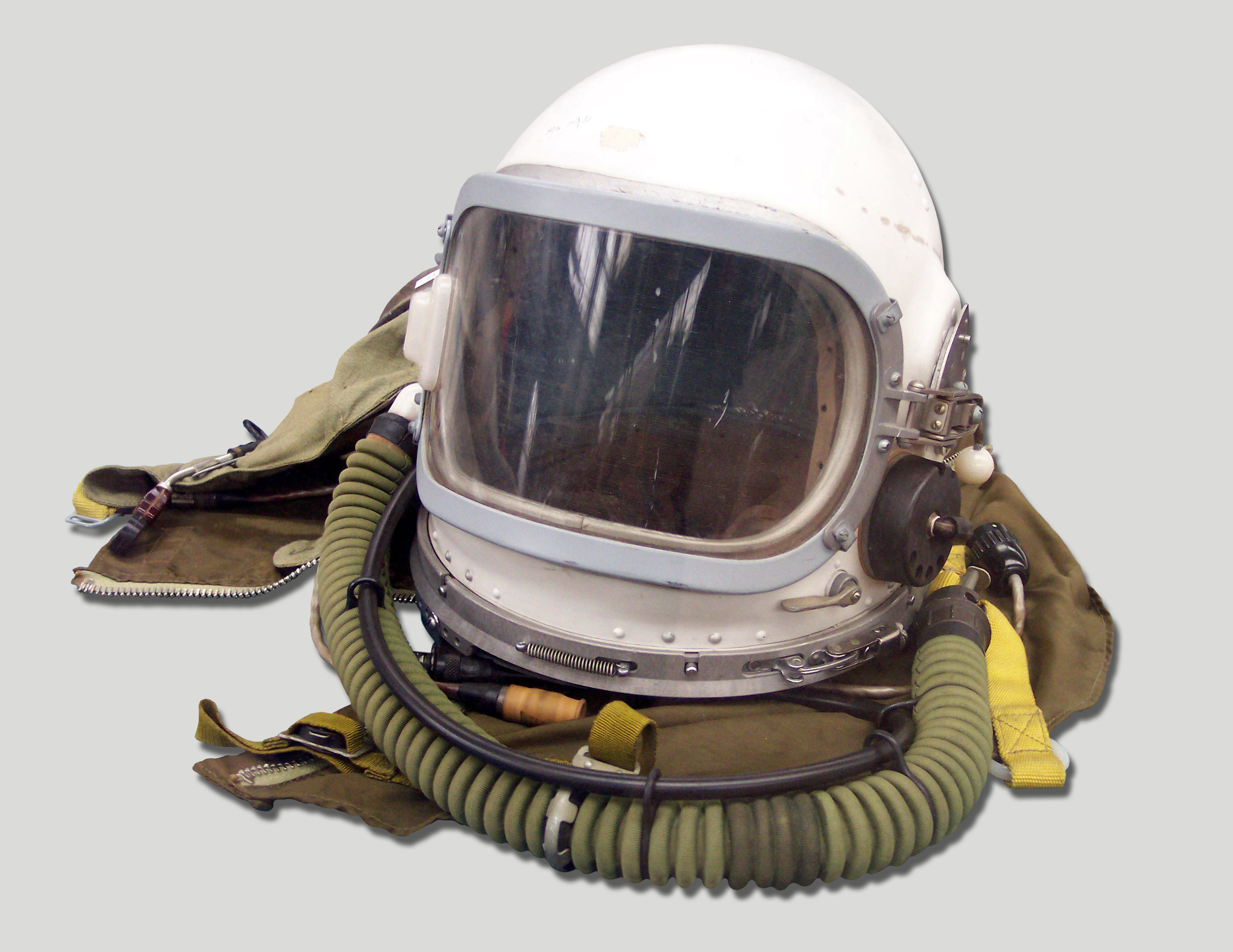
Bild 3
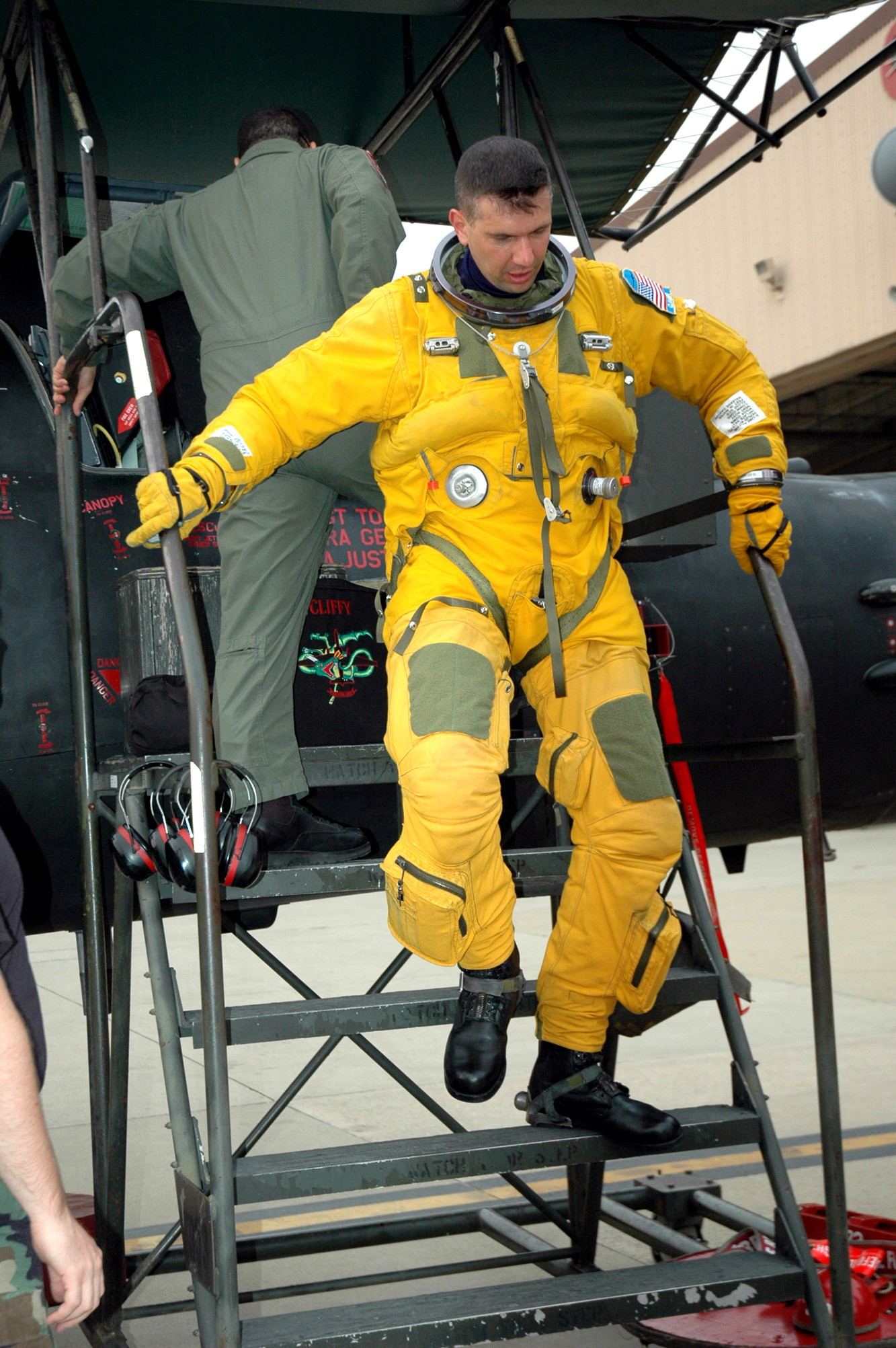
Bild 4
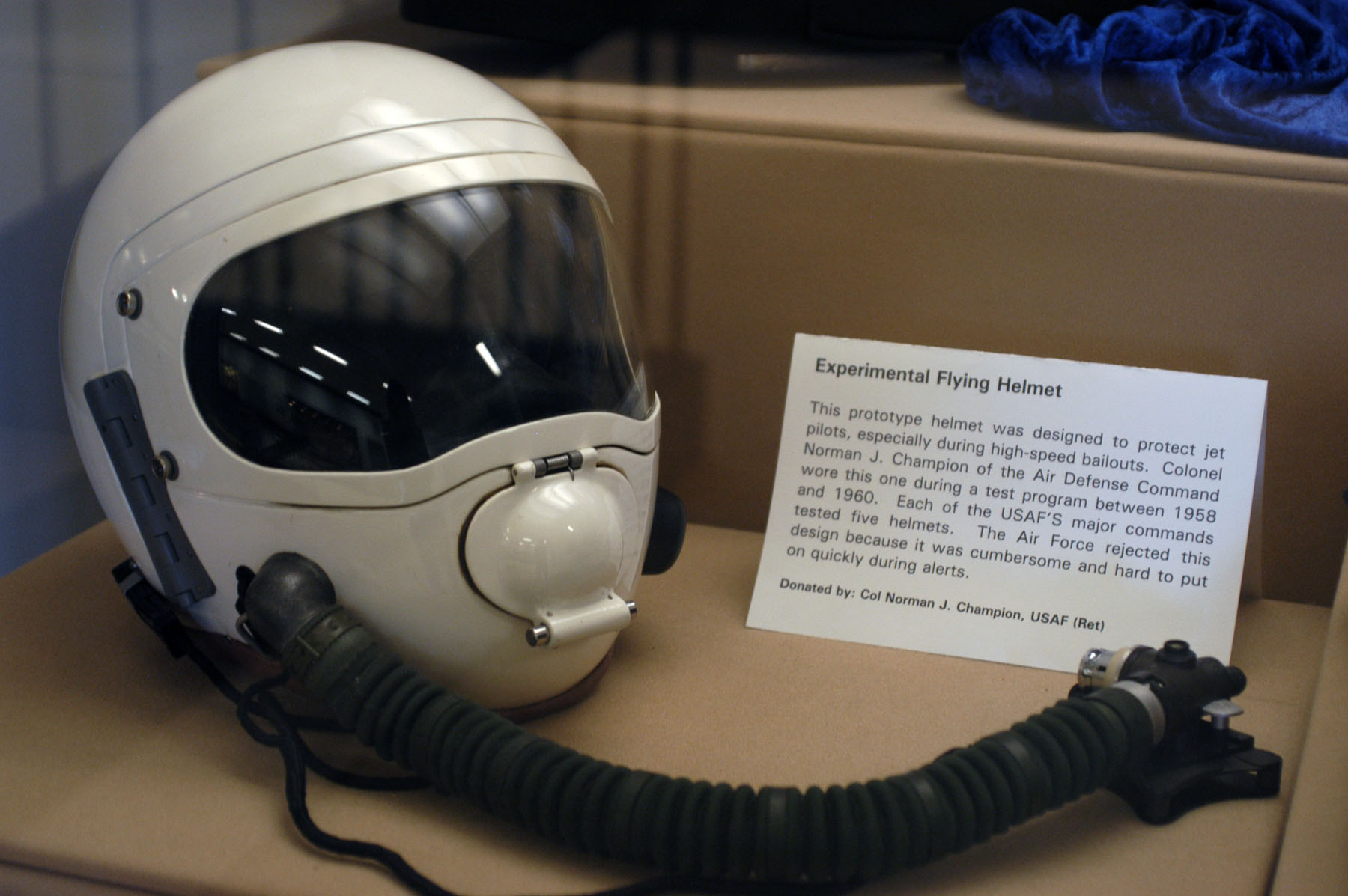
Bild 5
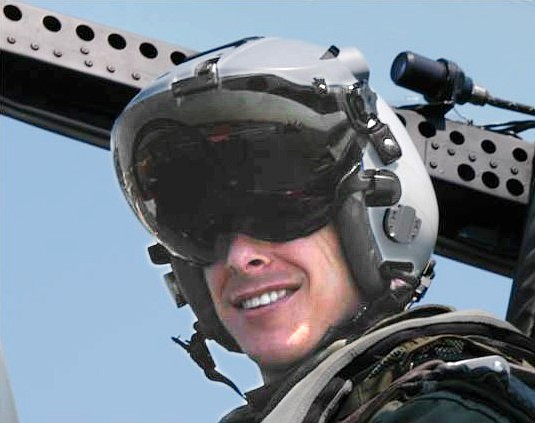
Bild 6
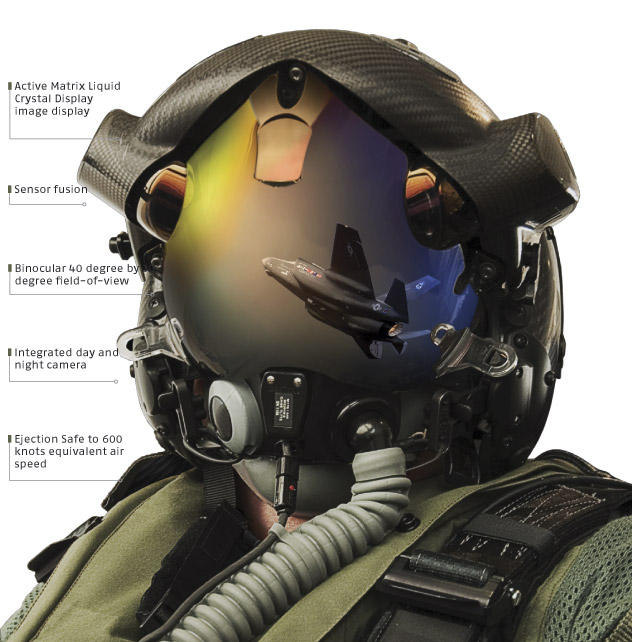
Bild 7
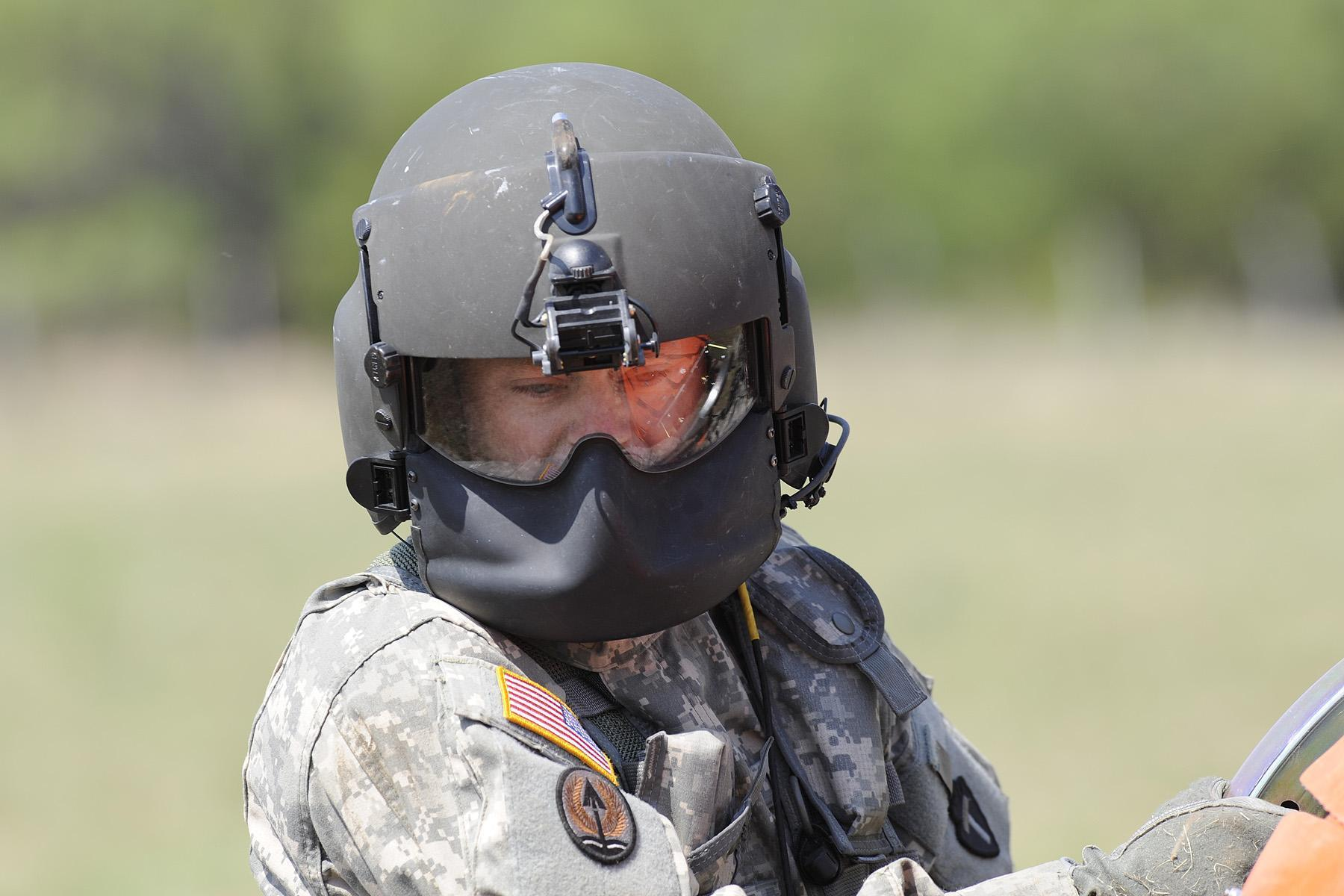
Bild 8

- Bild 1: A-10-Pilot mit Nachtsichtgerät
- Bild 2: Seltene, zivile Nutzung: von NASA-Piloten benutzter Helm beim Fliegen mit der Northrop T-38
- Bild 3: Sowjetischer GSch-6LP-Druckhelm für Flüge in großer Höhe.[11] Die Besonderheit sind das geschlossene Visier (das eine kontinuierliche Sauerstoffversorgung von außen erfordert) und der Kopplungsring am unteren Rand
- Bild 4: U2-Pilot im Druckanzug. Am Hals ist deutlich der Kopplungsring für den Helm zu sehen
- Bild 5: Prototyp eines Helms, der speziell für den Notausstieg bei extrem hohen Geschwindigkeiten gedacht war. Er wurde abgelehnt, da er als unbequem empfunden wurde und im Alarmfall nicht schnell genug anzulegen war (1958/60)
- Bild 6: Ein Pilot der US Navy mit einem JHMCS-Helm
- Bild 7: Helm eines F-35-Piloten
- Bild 8: Bordschützen (meist die Doorgunner in Hubschraubern) tragen eine an ihre Aufgabe angepasste Version, die sie vor den ausgeworfenen Patronenhülsen und Explosionsgasen schützt. Außerdem ist ihr Sprechmikrofon zusätzlich gekapselt, um den Waffenlärm zu dämpfen.

## „Pilotenhelme“ im Sport

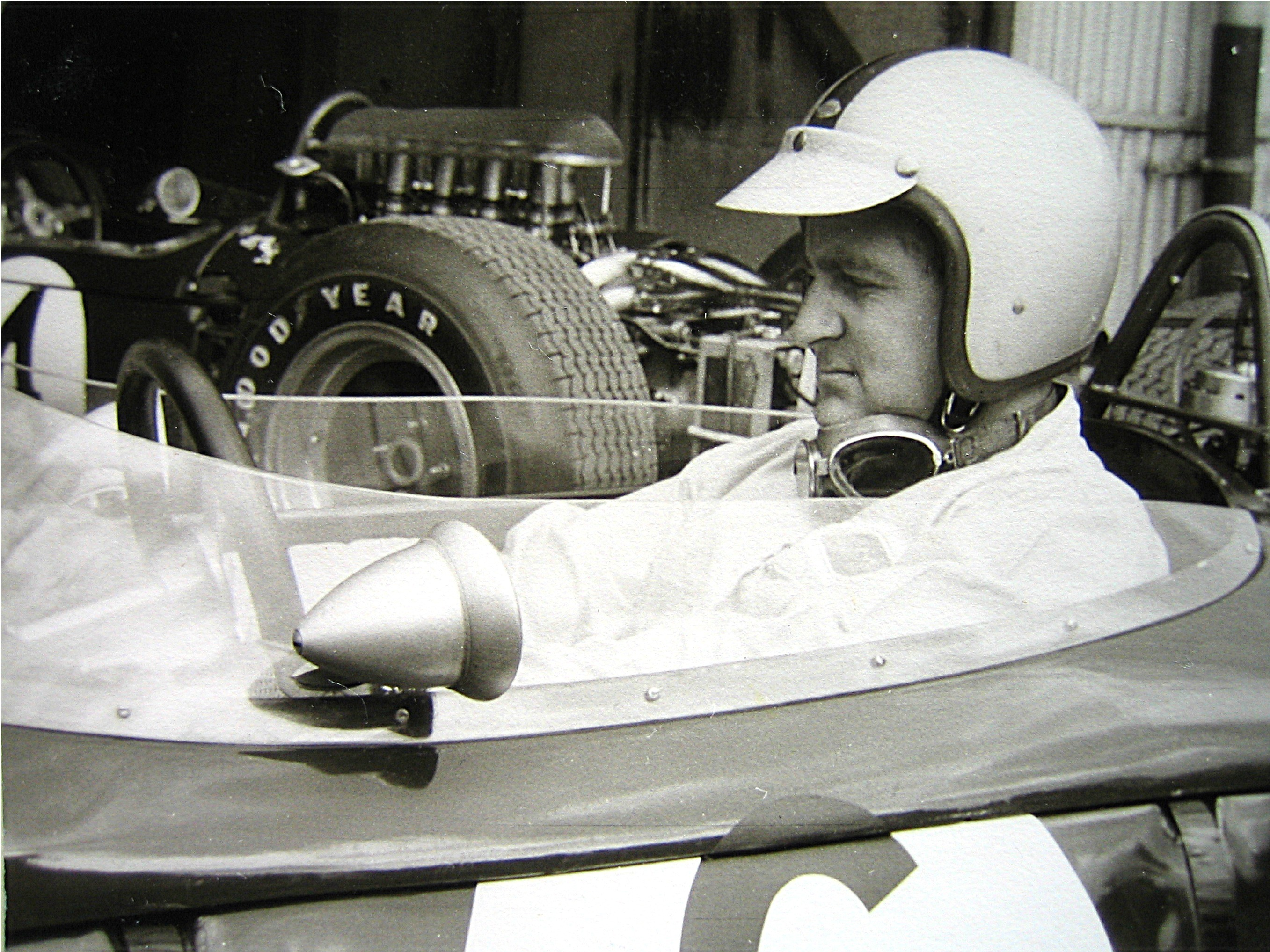
Denis Hulme mit einer Helmform, die unter der Bezeichnung „Jethelm“ bekannt wurde (1965)

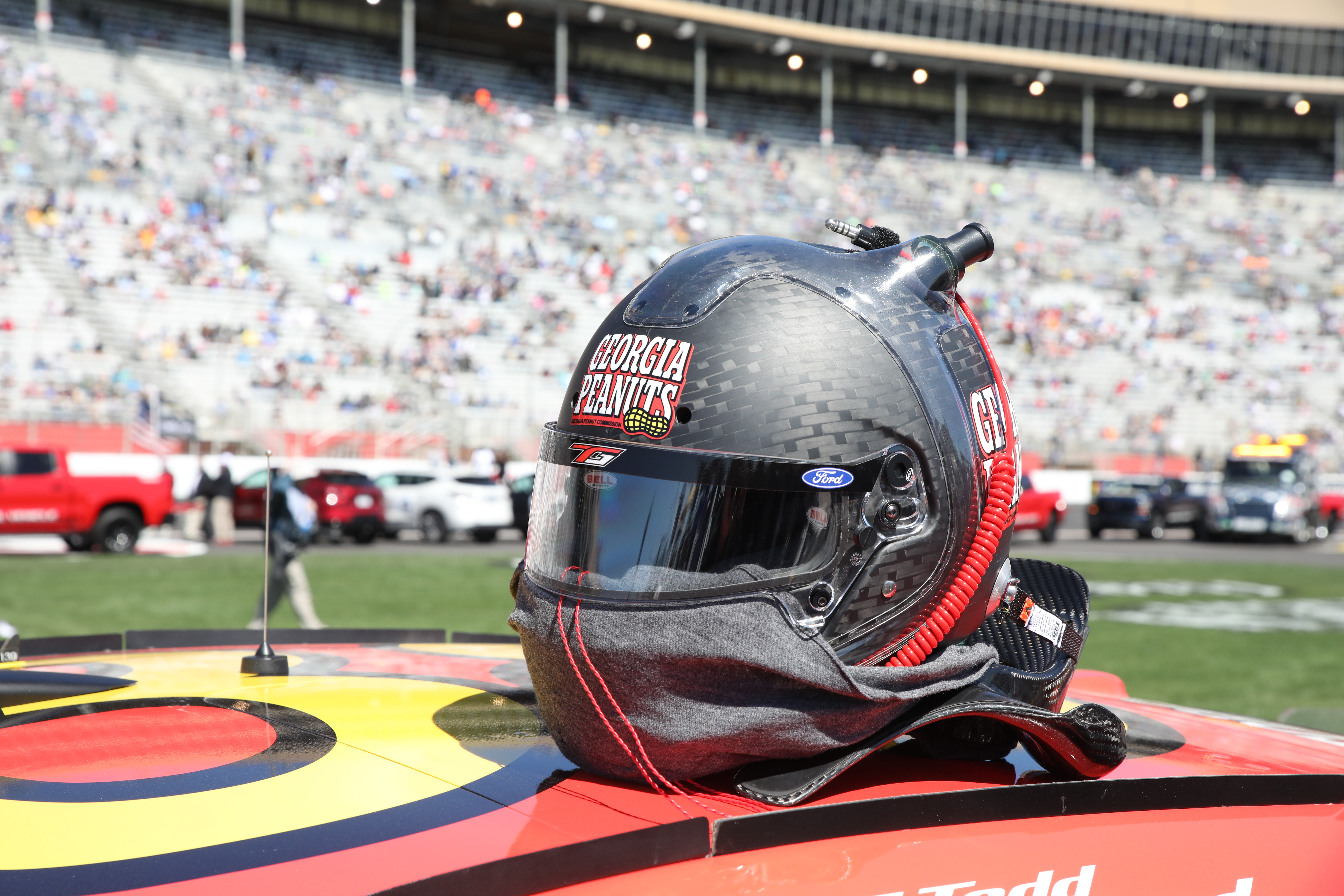
NASCAR-Fahrerhelm der neuesten Generation (2022)

Durch die Internationalisierung des Motorsports ist der Begriff „Rennfahrerhelm“ inzwischen weitgehend zum Pilotenhelm „eingedeutscht“ worden (auf Basis des englischen to pilot = steuern). Interessanterweise gibt es eine ähnliche technische Entwicklung wie bei den Helmen für Flugzeugbesatzungen: Auf die Lederkappen, die vor Wind und Schmutz schützten, folgten die verstärkten Lederhelme, die Stöße abfangen konnten. In den 1950er Jahren kamen erste Halbschalenhelme auf, deren Tragen erst ab 1952 Pflicht wurde. Später wurde die Helmschale immer weiter heruntergezogen, und die Bezeichnung „Jethelm“ wurde für diesen Typ gebräuchlich. Die nächste Stufe, der sogenannte „Integralhelm“ hatte durchaus Ähnlichkeit mit den Vollvisierhelmen, die im Bereich der Höhenflüge zum Einsatz kommen. Es folgten wie bei der Entwicklung der Luftfahrthelme technische Verbesserungen, zum Beispiel bei Material, Polsterung, Gewicht, Formgebung usw., um den Nutzen für den Träger zu steigern. Inzwischen sind in verschiedenen Kategorien des Motorsports (NASCAR, NHRA usw.) auch Helme mit Intercom, Sauerstoff (für Notfälle) und zusätzlichen Unterstützungssystemen (Trinkflaschen, HANS, Head-up-Display usw.) verfügbar.